# 沼津市立原小学校
沼津市立原小学校（ぬまづしりつ はらしょうがっこう）は、静岡県沼津市原にある公立小学校。

## 沿革
- 1873年（明治6年）3月 - 一本松、助兵衛、植田の三新田に「初学舎」設立[1]。
- 1874年（明治7年）3月 - 原宿に「又新舎」設立[1]。
- 1875年（明治8年）3月 - 大塚に「始進舎」設立[1]。
- 1876年（明治9年）8月11日 - 「又新舎」と「始進舎」を合併して「三事舎」に改名[1]。
- 1880年（明治13年）6月10日 - 「初学舎」を「格物小学校」に改称[1]。
- 1886年（明治19年）7月22日 - 「三事舎」と「格物小学校」を合併合して「尋常小学袖子浦学校」に改称[1]。
- 1887年（明治20年）7月7日 - 「原尋常小学校」に改名（原町原321の1）[1]。
- 1941年（昭和16年）4月 - 「原町国民学校」に改称[1]。
- 1947年（昭和22年）4月 - 「原町立原小学校」に改称[1]。
- 1968年（昭和43年）4月1日 - 沼津市へ合併により、「沼津市立原小学校」に改称[1]。
- 1981年（昭和56年）4月1日 - 「沼津市立原東小学校」が分離独立[1]。
- 1986年（昭和61年）3月 - 100周年記念総合遊具竣工[1]。

## 関連事項
- 静岡県小学校一覧